# Polona Hercog
Polona Hercog (født 20. januar 1991 i Maribor) er en kvindelig tennisspiller fra Slovenien. Polona Hercog startede sin karriere i 2006.
13. september 2010 opnåede Polona Hercog sin højeste WTA single rangering på verdensranglisten som nummer 43.